# Giorni nel blocco
Giorni nel blocco è un singolo del rapper italiano DrefGold, pubblicato il 9 settembre 2022.

## Descrizione
Il singolo è caratterizzato da un campionamento di Bongo Bong di Manu Chao.

## Tracce
1. Giorni nel blocco – 3:00

## Formazione
- DrefGold – voce
- Daves the Kid – produzione
- Drillionaire – produzione